# 女武神 (歌劇)
《女武神》（德語：Die Walküre）是歌劇《尼伯龍根的指環》 的第二部，由華格納作曲及編劇。《女武神》於1870年6月26日在居維利埃劇院首演。奧古斯特·金德曼飾演沃坦，海因里希·沃格爾飾演齊格蒙德，特蕾莎·沃格爾飾演齊格琳德，蘇菲·斯特勒飾演布倫希爾德。著名歌曲《女武神的騎行》出自本劇。
故事的創作靈感來自北歐神話沃爾松格傳及冰島史詩《埃達》。

## 角色
- 洪丁 — 男低音
- 齐格蒙德（Siegmund） — 男高音
- 齊格琳德（Sieglinde） — 女高音
- 众神之王沃坦 （Wotan） — 男中音
- 婚姻女神弗麗卡（Fricka） — 女中音
- 女武神
  - 首領布倫希尔德（Brünnhilde） — 女高音
  - 赫爾姆薇格（Helmwige）、格爾希爾德（Gerhilde）、歐特琳德（Ortlinde）— 女高音
  - 瓦爾特勞德（Waltraute）、齊格露妮（Siegrune）、羅絲魏瑟（Roβweiβe）— 女中音
  - 格琳格爾德（Grimgerde）、施薇爾特萊特（Schwertleite）— 女低音

## 劇情與音樂

### 第1幕
第一幕場景是位於森林深處的洪丁家。房间当中是一个大火炉，外面雷声阵阵，微弱的火光在感覺阴冷的房间裡搖曳。大门突然被推开，齊格蒙德站在门口，脸上露出疲惫的神色，似乎正在逃亡。他察看了这无人的房间，步履蹒跚，最后到火炉旁的一张熊皮上躺下。听到响声的齊格琳德（洪丁的妻子，齊格蒙德的孪生妹妹）从里屋走出来迎接丈夫，心中怀着恐惧，因为她不是出于爱情，而是被抢来被迫与他成婚的。看到一个陌生人在房间里躲避风雨，样子可怜，便同情起他来，并俯身去照看他，給他水喝。两人都不知道对方就是失散多年的亲人，但感覺彼此似曾相識、格外親近，齊格琳德不自觉的温柔，齊格蒙德也感到无比幸福，他们相互凝视，一种异样的熟悉感抓住了他们，音樂洩露兩人心中滋生的愛情。齊格琳德為他清理了伤口，并询问陌生男子如何受伤的，稍微恢复的齊格蒙德回答，他因剑被毁而逃离战斗，在暴风雨中的奔跑耗尽了他的体力，本来他已绝望，但遇見善良的女主人讓他重新点燃了希望。齊格琳德递一杯酒给齊格蒙德，他一飲而盡表示自己即刻要走，怕带给她灾难。齊格琳德见齊格蒙德要走，挽留的话脱口而出，表示在这屋子里从来就只有忧愁，说完她便害羞地低着头，齊格蒙德便留下，默默注视她。
齊格琳德听见洪丁領着狗群走近的声音，浑身瑟缩，起身迎接丈夫。洪丁手持长矛走进来，面孔凶恶，一边呼妻子准备晚餐，一边打量陌生人，两个人的面貌异常相似使他疑心，便询问齊格蒙德的来历。齊格蒙德忧伤的说起了往事，但出於谨慎没有说出自己的名字，只說自己从小生长在森林中，父亲靠打猎为生，但一次家中受到袭击，敌人杀了母亲，拐走了孪生妹妹，从此只有他与父亲相依为命，后来在一次战斗中，他与父亲也分散了，为了寻找父亲而过着流浪的生活。音樂此時揭露齊格蒙德不知的訊息，即齊格蒙德的父親為眾神之首沃坦。前几天齊格蒙德遇到一少女，她的兄弟们逼迫她与她不爱的人结婚，她恳求齊格蒙德帮助，他无意间杀死了她的兄弟们，结果被人追杀，音樂提示追杀他的就是洪丁，打鬥中他的剑与盾都折毁了，只能逃走，幸而善良的齊格琳德收留他。洪丁認出齊格蒙德正是他所追殺之人，當晚允许他暫保性命，但隔天要繼續决斗。齊格琳德聞言脸色苍白，偷偷在丈夫的酒中倒入迷药，并暗示齊格蒙德窗外槐树的方向，树上插着一把剑。
夜已降临，炉火完全熄灭，房间变得黑暗沉默。独自焦慮的齊格蒙德哀嘆，命运竟把手無寸鐵的他带到進仇人的家里。他想起父亲曾许诺在危难时會给他寶剑，他呼求父亲的名字，呼求宝剑。月光渐渐明亮，齊格琳德上場表示，安眠药使洪丁沉睡。齊格琳德指着门外老槐树上的宝剑说，被迫与洪丁成婚那夜，有位奇異的老人出现，将一把宝剑插入树中，只留剑柄，宣称拔出寶剑的人便是劍的主人，此后无数勇士嘗试拔劍都失敗，但她相信齊格蒙德辦得到，並希望齊格蒙德为她复仇，齊格蒙德将她抱在怀中。他们面前出现弗麗卡的幻影（日耳曼神话中專司爱情与青春的女神）。齊格琳德再次詢問齊格蒙德的身世，認出他便是失散多年的孿生兄弟，並喊出他真正的名字。齊格蒙德走到槐树前，握住剑柄，竟輕而易舉地拔出寶劍，他将寶剑取名为「诺通」（Nothung，德语为生于危难中的意思）。齊格蒙德热情拥抱齊格琳德，他们的命运相联，从此生死與共。
序曲簡介
低音弦乐器奏出一串由弱至强的音阶引出「暴风雨的动机」，表现出暴风雨来袭的氛圍，之后配器的效果渐渐雄厚起来，音樂蓄至高點时低音管（contra-tuba）与定音鼓(tympani)奏出ff的巨响来，接着木管乐又吹出了「雷的力量」。高點过后逐渐平静，幕啟，舞台呈現位於森林深處的洪丁家。
齊格蒙德上場時樂團奏出倦怠的「齊格蒙德的动机」，漸由低微的「暴风雨的动机」取代，齊格琳德給齊格蒙德水喝時，則出現「齊格琳德的动机」，兩人互有好感時同時出現「齊格蒙德的动机」与「齊格琳德的动机」，而後轉入「美的动机」/「爱情的动机」，
齊格蒙德坦承齊格琳德重新燃起他對生命的希望時，樂團再度奏出「齊格琳德的动机」，齊格琳德挽留齊格蒙德時，「威松族的动机」揭示她憂愁的緣由。洪丁返家時，銅管吹出「洪丁的动机」，齊格蒙德敘述自己經歷時，「威松族的动机」和「洪丁的动机」再度出現，暗示齊格蒙德與威松族、尤其與洪丁之間的恩怨情仇，提及失散的父親時，樂團則奏出「瓦爾哈拉的动机」，透露其父實为众神之首沃坦。齊格蒙德敘述近幾天的逃亡時，樂團也透過「洪丁的动机」揭示追殺者何人，齊格琳德向齊格蒙德暗示寶劍方向時，樂團也奏出「寶剑的动机」，續至哀嘆的齊格蒙德呼求寶劍時。齊格琳德敘述婚禮當晚出現的奇異老人時，樂團相繼出現「瓦爾哈拉的动机」、「寶剑的动机」與「威松族的动机」，透露老人的身份和計劃。兩人在樹下相擁時樂團奏出「爱的动机」，齊格蒙德对着星空唱起了「冬日寒风已逝」，齊格琳德回应「你就是我的春天」，透過「弗麗卡的动机」，暗示在此出現的幻影乃愛情與青春的女神。兩人相認時，則藉由「瓦爾哈拉的动机」与「威松族英雄的动机」，透露台詞並未完全說出的親緣關係，在「威松族英雄的动机」的引導下，齊格蒙德預備拔劍時響起「契约的动机」/「弃爱的动机」，寶劍出現時立刻轉為「宝剑的动机」，並與「爱的动机」交織，第一幕結束。

### 第2幕
前奏曲，弦乐器奏出「宝剑的动机」与「奔跑的动机」相融合后的变形，铜管乐器引「女武神的动机」亮相，另外还隐含着「美的动机」，后面衬着用喇叭逼真还原的骑马声与呼喊声。

荒凉的岩石山。披挂盔甲的沃坦身边是同样穿着战衣的布倫希爾德，沃坦命令布倫希爾德要帮助齊格蒙德战胜洪丁。
女武神是智慧女神埃尔达为众神之王沃坦所生的九个女儿，最得沃坦宠爱的布倫希爾德是她们的首领。女武神们骑着生有翅膀的骏马在天空中飞驰，将在战场上死去的英雄抬到盾牌上用飞马带回瓦爾哈拉天宫，那里是战士的天堂。布倫希爾德兴奋得接受了父亲的命令（「女武神呼声的动机」）。沃坦的妻子弗麗卡出现，她是婚姻女神，听到洪丁的祈祷（「洪丁的动机」），她来找沃坦理论，要求他交出私通的齊格蒙德兄妹俩。沃坦一开始振振有词，说他们之间的爱情是春天的礼物，应该寄予同情（「爱情的动机」）。弗麗卡十分愤怒，沃坦解释自己生下维尔塞族的目的，神界流行着贪婪权力的通病，所以他希望人间的英雄去将莱茵的黄金归于原主，以此消除那可怕的诅咒。但弗麗卡不相信他，难道人比神更强大？而且如果放任他们这种背叛爱情的行为，不是令她这个婚姻女神被人耻笑吗。无奈的沃坦被迫答应收回送给齊格蒙德的剑，并且发誓不再保护齊格蒙德与齊格琳德，但心中充满了阴影（「剑的动机」/「不愉快的动机」/「契约的动机」）。沃坦看到自己的后代即将面临的毁灭感到绝望，他是众神之王，也是悲愁的主人（变化后「弃爱的动机」，预示着阿尔贝里希的诅咒）。布倫希爾德抛开手中的武器，伏在父亲的膝边，眼中流露出关心的神色（「爱的动机」）。沃坦拍拍她的手，说起了往事（「齊格蒙德的动机」）。原本他寄希望于女武神，希望她们召来的战士能够保卫瓦爾哈拉，但预言家预言尼伯龙根的阿尔贝里希已经娶妻，并生有一子，一旦那个孩子从巨人那里拿回了指环，众神必将衰败，只有一个不借助神力凭自己的意志战斗的英雄才能不受诅咒的束缚拿回指环（「不安的动机」）。为此沃坦乔装成维尔塞，与一凡间女子结婚，生了孪生兄妹齊格蒙德与齊格琳德两人，并訓炼他们，希望他们能够解救神界。现在唯有他的剑能够救齊格蒙德，却被弗麗卡阻止，看来命运将背离众神（「前夕」中用过的力量先后出现）。想到这里，沃坦怀着怨恨命令布倫希爾德为弗麗卡而战，使洪丁得胜。布倫希爾德为齊格蒙德感到悲哀，她慢慢弯下腰拾起武器，骑上飞马（和缓的「女武神的动机」）。
山谷中齊格蒙德与齊格琳德正在逃亡（「奔跑的动机」），后面不断传来追赶的号声，齊格琳德已经精疲力竭，齊格蒙德扶她坐在一棵树下休息，恐惧几乎毁了这可怜人的神智，她哭喊着自己是个不洁的女人，齊格蒙德紧紧的抱住她，发誓要将手中的剑刺进洪丁的身体（「剑的动机」/「维尔塞的动机」）。齊格蒙德深情的安慰怀中的妹妹，说不再跑了，他要在这里等待洪丁，并且表示他相信父亲宝剑。齊格琳德一时求哥哥不要管她，独自脱身，一时又颤抖着牢牢抓住齊格蒙德，说不要抛下她（微弱的「美的动机」）。终于，齊格琳德在极度的不安中崩溃昏过去，齊格蒙德温柔的抱着她，仔细的照看她（「爱的动机」）。四周十分安静，但是齊格蒙德的心中却很混乱（「命运的动机」/「死的动机」）。这时布倫希爾德出现，她诚恳的注视着齊格蒙德（变化后的「瓦爾哈拉的动机」），并向齊格蒙德解释了他们父亲沃坦的事情，说他将随她回天上去见沃坦，但是齊格琳德却必须在人间过完她的生活。齊格蒙德拒绝了，布倫希爾德警告他死亡的结局，但齊格蒙德不相信，于是布倫希爾德将沃坦对弗麗卡的承诺告诉他，说剑注定要折断，并表示自己会保护齊格琳德。齊格蒙德指着齊格琳德说她已是自己的妻子，如果不能在一起，不如死亡，说着要拔剑刺杀齊格琳德。布倫希爾德感动了，她阻止了齊格蒙德，并宣布要不顾一切的违抗父亲的旨意来保护他们的生命，令齊格蒙德赢得胜利。
齊格蒙德最后吻了一吻齊格琳德，坚毅的拔出剑向山顶走去准备迎战，不久消失在迷雾中。齊格琳德醒过来，她看不见齊格蒙德，但听到他与洪丁打斗的声音，便艰难的寻着声音前去。洪丁倒地，齊格蒙德正要挥剑（「契约的动机」/「剑的动机」），空中一片红光，沃坦出现，他用长枪碰触齊格蒙德的剑，剑断成两半，洪丁乘机将剑刺入齊格蒙德的胸膛（「命运的动机」）。一旁的齊格琳德尖叫着昏倒，布倫希爾德立刻用盾保护她，将她抱上飞马逃离（「女武神的动机」）。愤怒的沃坦随即杀死了洪丁，并去追赶布倫希爾德（「契约的动机」/「不愉快的动机」）。

### 第3幕

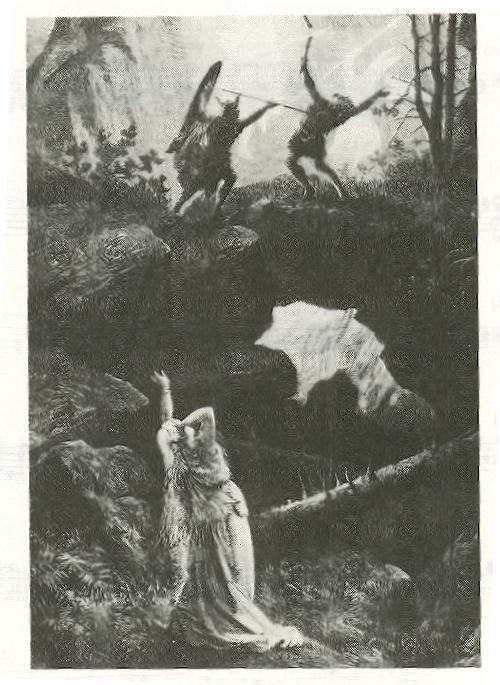
洪丁殺死齐格蒙德

前奏曲著名的“女武神的骑行”的音乐开始，生动有力，铜管乐器奏出“女武神的动机”。
岩石山顶，女武神的磐石。天空中，八位女武神骑着飞马驰骋，她们要在这集合，布倫希爾德来了。看到她，众人欢呼起来，但是他们惊讶的发现布倫希爾德的马上却带着一个人间女子，而不是死去的英雄。布倫希爾德仓皇急促地告诉她们所发生的事情，并说沃坦正在追她。她的姐妹们同情她，也惧怕沃坦。象征沃坦的暴风雨已经到来，布倫希爾德赶紧叫齊格琳德躲藏起来，悲伤的齊格琳德却要她别管自己，表示在这个没有齊格蒙德的世界宁愿一死。布倫希爾德劝她活下去，为了她腹中齊格蒙德的孩子（“齊格菲的动机」的变型），并要她向东去，那是变成了大蛇的法弗纳看守莱茵的宝藏的地方，沃坦无法靠近那里（「指环的动机」／「大蛇的动机」），最后将齊格蒙德的断剑交给她，要她锻造成新剑传给孩子。齊格琳德祝福布倫希爾德，保证会好好养育孩子（「齊格菲的动机」）。
齊格琳德走后，女武神们将布倫希爾德藏起来。沃坦到来，他不理睬众人的求情，甚至凶暴的咒骂她们，把她们赶走（「不愉快的动机」）。这时，布倫希爾德勇敢的走到父亲面前，她愿意接受惩罚，沃坦宣布取消她女武神的资格，驱逐她到人间，并且昏睡在这岩石山顶，任由第一个发现她的男子摆布。布倫希爾德伤心地倒在地上，她开始对沃旦解释自己的行为（「布倫希爾德申诉的动机」）。布倫希爾德说自己因为受到了感动而帮助齊格蒙德与齊格琳德，并且也考虑了父亲的意愿，难道他不是想救齊格蒙德的吗？最后布倫希爾德告诉沃坦说齊格琳德已怀有齊格蒙德的孩子，那就是他所期待的英雄。沃坦已经息怒，布倫希爾德不愿使他为难，请求沃坦在她睡去的地方的周围燃起只有不会恐惧的人才能够跨过的烈火，让英雄来唤醒她。沃坦答应，他温柔的亲吻布倫希爾德，沉痛的与她告别，他轻轻将沉睡过去的女儿放在地上（「安眠的动机」／「维尔塞的动机」／「齊格菲的动机」），用盾把她盖起，然后唤来火神洛戈（「洛戈的动机」／「火焰的动机」），立刻，布倫希爾德被火焰包围（「命运的动机」）。

## 外部連結
- Richard Wagner - Die Walküre（页面存档备份，存于） - 收集了歌劇的舊海報，介紹華格納歌劇的主旨。
- Wagner Operas - 相片、製作資料、錄音、劇本、音訊檔案。
- Rilstone, Andrew (2004). "The Imperfect Wagnerite".對英國國家歌劇團製作的《女武神》的評賞，及討論華格納的魅力。
- Schiavo, Paul (2003) "Saint Louis Symphony Concert Program Notes". 2003年11月14,15日演出《女武神》的場刊
- Opera Guide — 故事，劇本，重點

## 音訊樣本
- Die Walküre 《女武神》錄音片段。
- Ride of the Valkyries (Full) 美國交響樂團於1921年演奏《女武神的騎行》的完整版本。